# Thyatirinae

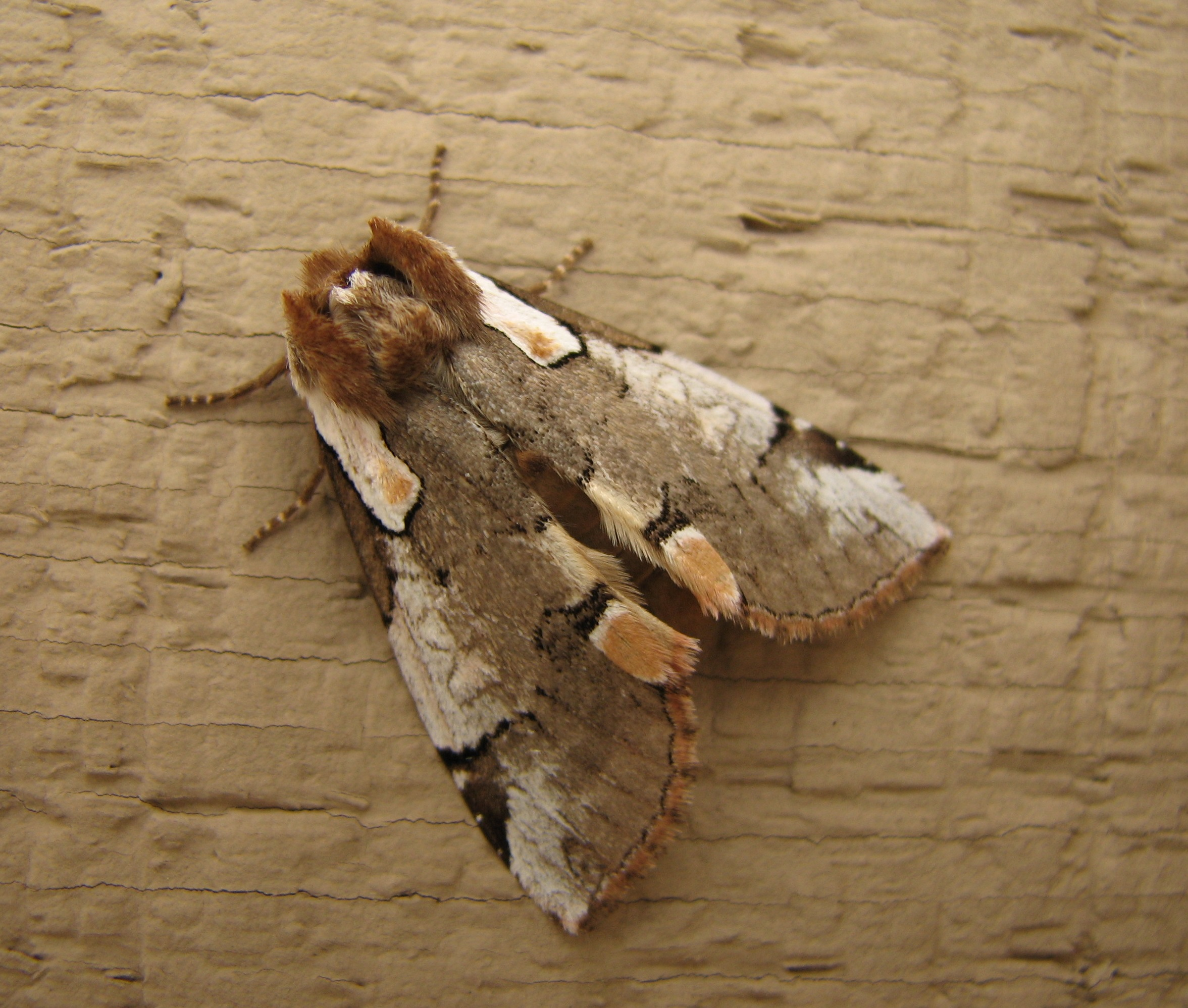
Euthyatira lorata

Thyatirinae es una subfamilia de polillas de la familia Drepanidae con unas 200 especies descritas hasta ahora, algunas clasificaciones trataban este grupo como una familia separada, llamada Thyatiridae. Se encuentra en Norteamérica.

## Géneros

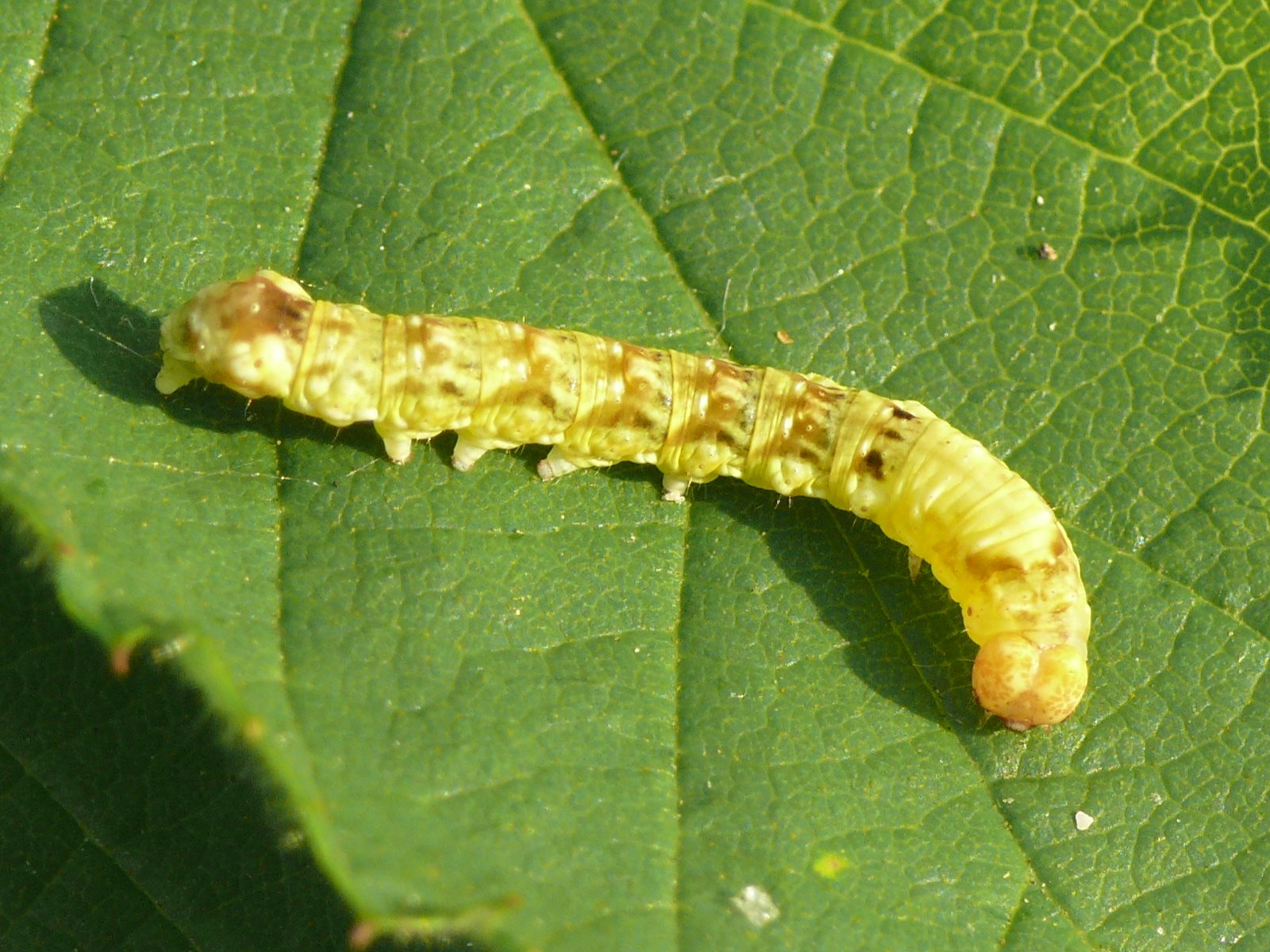
Thyatira batis, larva

- Achlya
- Betapsestis
- Bycombia
- Camptopsestis
- Ceranemota
- Chaeopsestis
- Chiropsestis
- Cymatophorina
- Demopsestis
- Epipsestis
- Euparyphasma
- Euthyatira
- Gaurena
- Habrona
- Habrosyne
- Hiroshia
- Horipsestis
- Horithyatira
- Hypsidia
- Isopsestis
- Koedfoltos
- Kurama
- Macrothyatira
- Marplena
- Mesopsestis
- Mesothyatira
- Mimopsestis
- Nemacerota
- Neodaruma
- Neoploca
- Nephoploca
- Neotogaria
- Nothoploca
- Ochropacha
- Paragnorima
- Parapsestis
- Polydactylos
- Polyploca
- Psidopala
- Pseudothyatira
- Shinploca
- Spica
- Stenopsestis
- Sugitaniella
- Takapsestis
- Tethea
- Tetheella
- Thyatira
- Toelgyfaloca
- Toxoides
- Wernya